# Sílvia Garcia
Sílvia Garcia (São Paulo, 2 de janeiro de 1973) é uma jornalista brasileira.
É casada com o jornalista Sérgio Ewerton.

## Carreira
Começou sua carreira com apenas 17 anos, apresentando programas esotéricos e turísticos na extinta Rede OM, no Rio de Janeiro.
Foi seu pai, cameraman, quem lhe arrumou emprego no SBT. Na emissora, foi apresentadora e repórter do programa de televisão Aqui Agora. Lá, também atuou no Jornal do SBT e em boletins na programação. Atuou na emissora entre 1994 e 1998. Em 1999, foi pra Band, para integrar a equipe esportiva, então sob o comando da Traffic. Por lá, comandou o Esporte Total, Esporte Agora e foi repórter. Em 2002, estreou como apresentadora do programa Auto Esporte, da Rede Globo, da qual comandou até 2010.
Por 10 anos, pilotou, testou e apresentou ao Brasil um jeito único de apresentar carro. Foi a primeira mulher a pilotar um Bugatti Veyron e, pelo feito, virou capa da revista "Car and Drive".
Seu texto e forma de conduzir uma matéria virou divisor de águas na TV brasileira. Foi apresentadora do programa Esporte e Motor na Rede Bandeirantes, onde exerceu as funções de repórter e editora-chefe.
Atualmente, um dos trabalhos que faz é voltado à política: é repórter e apresentadora da TV ALESP da Assembleia Legislativa do Estado de São Paulo. Também comanda o programa Webmotors na TV, na Band.

## Filmografia
| Ano       | Nome                    | Cargo                  | Emissora          |
| --------- | ----------------------- | ---------------------- | ----------------- |
| 1993-1997 | Aqui Agora              | Apresentadora          | SBT               |
| 1994-1996 | Jornal do SBT           | Apresentadora eventual | SBT               |
| 1997-1998 | Notícias de Última Hora | Apresentadora          | SBT               |
| 1998      | SBT Noticidade          | Apresentadora          | SBT São Paulo     |
| 1999-2001 | Show do Esporte         | Apresentadora          | Rede Bandeirantes |
| 2000-2001 | Esporte e Motor         | Apresentadora          | Rede Bandeirantes |
| 2002-2010 | Auto Esporte            | Apresentadora          | TV Globo          |